# RJ-163
A RJ-163 é uma rodovia do estado do Rio de Janeiro que liga a rodovia Presidente Dutra na altura do município de Itatiaia ao distrito de Visconde de Mauá, no município de Resende.
Quando da inauguração do primeiro trecho de seus calçamento, recebeu o nome de Rodovia Coronel Rubens Tramujas Mader e o segundo, recentemente asfaltado, de Vereador Quirino.

## Histórico
Logo após a saída da Dutra, chega-se à entrada do distrito de Penedo, no município de Itatiaia, conhecido pela colônia finlandesa ali existente. Após alguns quilômetros começa a estrada-parque, pouco depois de alcançar a localidade de Capelinha, já pertencente ao município de Resende. Daí em diante, a estrada segue sinuosa, e nos meses de chuva pode ficar interditada por algumas horas devido à queda de barreiras que possam surgir.
A estrada possui, ao todo, 28 quilômetros de extensão, seguindo até a localidade de Visconde de Mauá, onde encontra a RJ-151, chegando a Maringá (lado fluminense) e Maromba, locais de boa atividade turística nos meses de inverno devido às suas paisagens e gastronomia, marcadas pela altitude elevada e pelas baixas temperaturas, próximas ao zero grau.
Em 28 de dezembro de 2009 o governo fluminense assinou o contrato para a rodovia passar a ser a primeira "Estrada-Parque" do estado que observa rigorosamente conceitos ecológicos, tais como passagens subterrâneas e aéreas para animais, velocidade máxima de 40 km/h. sendo concluída em dezembro de 2011.